# 松井冬子
松井 冬子（まつい ふゆこ、1974年1月20日 - ）は、静岡県出身の日本画家である。

## 来歴
1994年に女子美術大学短期大学部造形学科油彩画専攻を卒業する。社会人経験ののちに4浪を経て6回目の受験で東京藝術大学美術学部へ入学し、2002年に美術学部日本画専攻を卒業する。2007年に東京芸術大学大学院美術研究科博士後期課程美術専攻日本画研究領域を修了し、博士論文「知覚神経としての視覚によって覚醒される痛覚の不可避」を東京芸術大学へ提出して博士（美術）を修得する。
女性、雌に焦点を当て、幽霊画、九相図、内臓、脳、筋肉、人体、動物を題材に採った作品を発表している。絹本に岩絵具を用いて描く。

## 略歴
- 2002年に学部の卒業制作で「世界中の子と友達になれる」（横浜美術館所蔵）を発表する。
- 2004年に銀座スルガ台画廊で、L'espoir 2004 松井冬子展を催す。
- 2008年4月20日にNHK教育「ETV特集」が「痛みが美に変わる時〜画家・松井冬子の世界〜」を放送する[1]。
- 2008年に静岡県の平野美術館が「松井冬子展」を催す。
- 2010年にフランス・パリのGalerie DA-ENDが「松井冬子展」を催す。
- 2011年に第62回NHK紅白歌合戦（NHK総合・ラジオ第1）へゲスト審査員として出演する。
- 2011年12月17日から2012年3月18日まで、横浜美術館が「松井冬子展 世界中の子と友達になれる」を催す。
- 2015年に東京2020エンブレム委員会委員[2]を務める。

## 人物
- 東京芸術大学日本画専攻の女学生として初の博士号修得者である。同年に女性を含む他5名が修得した。
- 既婚で、料理は一切しない[3]。

## 主な受賞歴
- 佐藤美術館奨学生優秀賞（2006年）
- Vogue Nippon 2006 Women of the Year（2006年）
- The Best Debutant of The Year アート部門（2006年）
- 東京藝術大学 野村賞（2006年）
- 平成20年度静岡県文化奨励賞（2008年）

## 画集ほか
- 博士論文「知覚神経としての視覚によって覚醒される痛覚の不可避」
- 『松井冬子 1』2008年2月、河出書房新社 ISBN 978-4309907574
- 『松井冬子 2』2008年5月、河出書房新社 ISBN 978-4309907581
- DVD『痛みが美に変わる時〜画家・松井冬子の世界〜』2008年11月、NHKエンタープライズ
  - 「ETV特集」のDVD化。出演：松井冬子、上野千鶴子、山下裕二、布施英利、語り：吉行和子
- 『髪の房』2021年
- 『別冊太陽スペシャル　松井冬子:芸術は覚醒を要求する』2021年1月、平凡社